# Hyla orientalis
Hyla orientalis is een kikker uit de familie boomkikkers (Hylidae). De soort werd voor het eerst wetenschappelijk beschreven door Jacques von Bedriaga in 1890. Oorspronkelijk werd de wetenschappelijke naam Hyla arborea var. orientalis gebruikt.

## Verspreiding en leefgebied
Deze soort komt voor in Oekraïne, Roemenië, Bulgarije, Turkije, zuidelijk Rusland, Azerbeidzjan en Iran.